# Pièce de 100 francs statue de la Liberté
Pour les articles homonymes, voir 100 francs.
La cent francs statue de la Liberté est une pièce commémorative de 100 francs français émise en 1986 à l'occasion du 100e anniversaire de l'inauguration de la statue de la Liberté à New York.

## Frappes

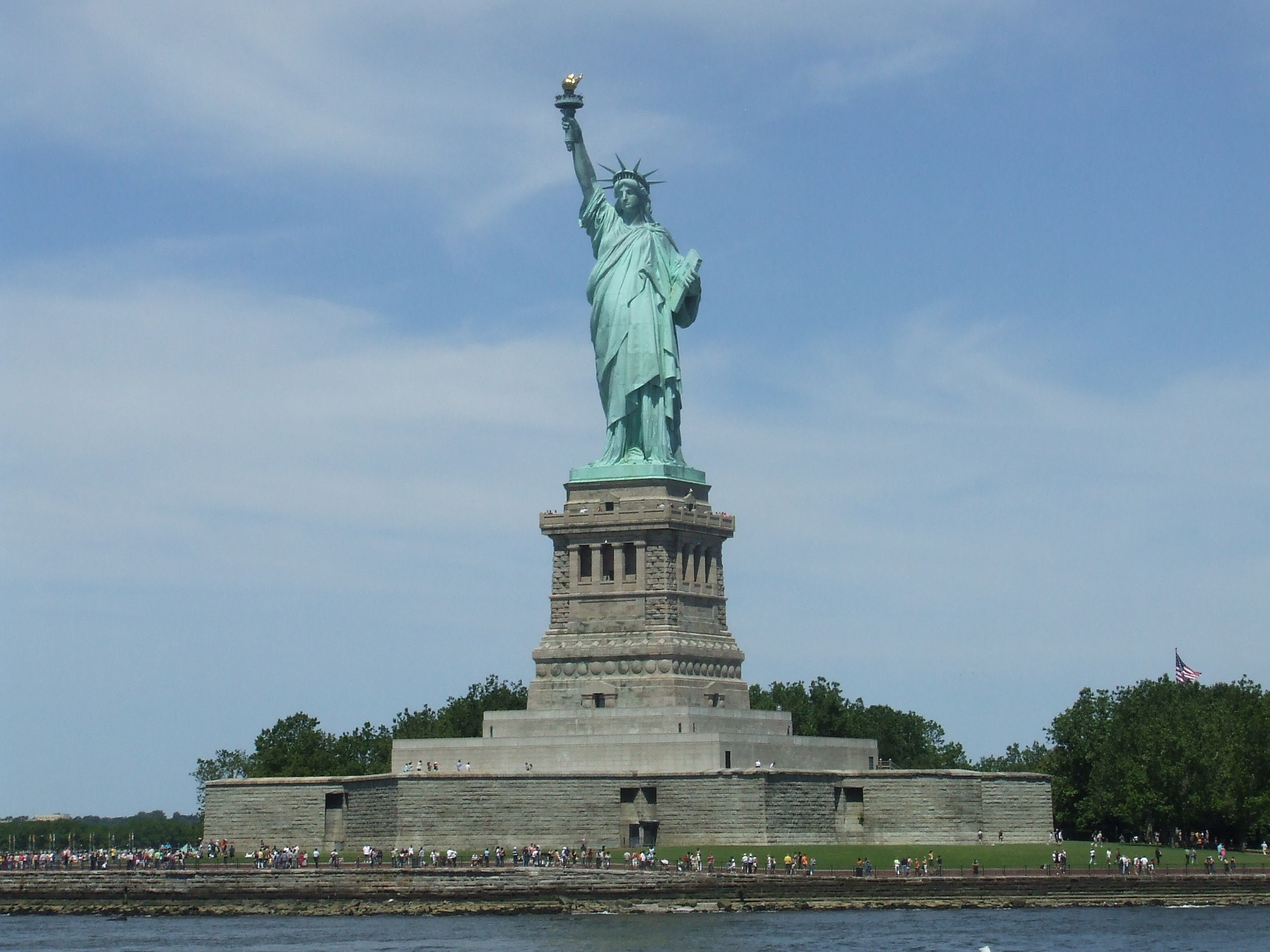
Statue de la Liberté à New York.

| Millésime | Remarques            | Tirage     |
| --------- | -------------------- | ---------- |
| 1985      | Essai                | -          |
| 1985      | Circulation courante | 44 144 000 |